# The Cell
The Cell är en amerikansk skräckfilm från 2000, regisserad av Tarsem Singh.

## Handling
Dr. Moore (Jennifer Lopez) får i uppdrag att hjälpa FBI-agenten Peter Novak (Vince Vaughn) som lyckats spåra seriemördaren Stargher (Vincent D'Onofrio). Mördaren befinner sig i ett katatoniskt tillstånd och Novak har 48 timmar på sig att hitta och rädda Starghers senaste offer. Den enda som kan få svaren ur Stargher är Dr. Moore. Hon har utvecklat en metod där hon tillsammans med sin patient är kopplad till en maskin som tillåter henne att läsa patientens tankar och tränga in i dennes medvetande. När hon sammankopplar sig med Stargher börjar en resa i en mörk värld med vilda demoner och Starghers alter ego, den skräckinjagande kung Stargher.

## Rollista
| Jennifer Lopez         | – Catherine Deane     |
| Colton James           | – Edward Baines       |
| Dylan Baker            | – Henry West          |
| Marianne Jean-Baptiste | – Dr. Miriam Kent     |
| Gerry Becker           | – Dr. Barry Cooperman |
| Musetta Vander         | – Ella Baines         |
| Patrick Bauchau        | – Lucien Baines       |
| Vincent D'Onofrio      | – Carl Stargher       |
| Catherine Sutherland   | – Anne Marie Vicksey  |
| Vince Vaughn           | – Peter Novak         |
| James Gammon           | – Teddy Lee           |
| Jake Weber             | – Gordon Ramsey       |
| Dean Norris            | – Cole                |
| Tara Subkoff           | – Julia Hickson       |
| Lauri Johnson          | – Mrs. Hickson        |